# NGC 6259
NGC 6259 is een open sterrenhoop in het sterrenbeeld Schorpioen. Het hemelobject werd op 13 mei 1826 ontdekt door de Schotse astronoom James Dunlop.

## Synoniemen
- OCL 996
- ESO 277-SC22